# Cyrtopodion dattanense
Cyrtopodion dattanense este o specie de șopârle din genul Cyrtopodion, familia Gekkonidae, descrisă de Khan 1980. Conform Catalogue of Life specia Cyrtopodion dattanense nu are subspecii cunoscute.